# Communauté de communes de la Suisse normande
La communauté de communes de la Suisse normande est une ancienne communauté de communes française, située dans le département du Calvados.

## Historique
La communauté de communes est créée par arrêté préfectoral du 26 décembre 1996 avec effet au 1er janvier 1997. Elle réunit alors vingt-deux communes : Acqueville, Angoville, Caumont-sur-Orne, Cauville, Cesny-Bois-Halbout, Clécy, Combray, Cossesseville, Croisilles, Culey-le-Patry, Donnay, Esson, Meslay, Placy, La Pommeraye, Saint-Lambert, Saint-Laurent-de-Condel, Saint-Omer, Saint-Rémy, Thury-Harcourt, Tournebu et Le Vey. Elles sont rejointes en 2002 par onze communes : Curcy-sur-Orne, Espins, Goupillières, Grimbosq, Hamars, Le Bô, Les Moutiers-en-Cinglais, Martainville, Ouffières, Saint-Martin-de-Sallen et Trois-Monts. Fin 2003, Mutrécy est la dernière commune à adhérer à l'intercommunalité.
Le 1er janvier 2017, elle fusionne avec la communauté de communes du Cingal pour former la communauté de communes Cingal-Suisse Normande.

## Composition
Au 1er janvier 2016, elle était composée de trente communes, toutes situées dans le canton de Thury-Harcourt :
| Nom                           | Code Insee | Gentilé          | Superficie (km2) | Population (dernière pop. légale) | Densité (hab./km2) |
| ----------------------------- | ---------- | ---------------- | ---------------- | --------------------------------- | ------------------ |
| Thury-Harcourt-le-Hom (siège) | 14689      |                  | 46,93            | 3 670 (2014)                      | 78                 |
| Acqueville                    | 14002      | Acquevillais     | 6,65             | 216 (2021)                        | 32                 |
| Angoville                     | 14013      | Angovillais      | 3,72             | 23 (2021)                         | 6,2                |
| Le Bô                         | 14080      |                  | 3,90             | 106 (2014)                        | 27                 |
| Cauville                      | 14146      | Cauvillais       | 5,76             | 156 (2014)                        | 27                 |
| Cesny-Bois-Halbout            | 14150      | Ceiterniciens    | 6,66             | 622 (2021)                        | 93                 |
| Clécy                         | 14162      | Clécyens         | 24,63            | 1 251 (2014)                      | 51                 |
| Combray                       | 14171      |                  | 4,51             | 151 (2014)                        | 33                 |
| Cossesseville                 | 14183      | Cossessevillais  | 4,74             | 98 (2014)                         | 21                 |
| Croisilles                    | 14207      | Croisillois      | 10,23            | 641 (2014)                        | 63                 |
| Culey-le-Patry                | 14211      |                  | 7,81             | 350 (2014)                        | 45                 |
| Donnay                        | 14226      | Donnayens        | 11,19            | 258 (2014)                        | 23                 |
| Espins                        | 14248      | Espinois         | 4,58             | 221 (2014)                        | 48                 |
| Esson                         | 14251      | Essonais         | 8,86             | 512 (2014)                        | 58                 |
| Goupillières                  | 14307      | Goupillierois    | 2,27             | 175 (2014)                        | 77                 |
| Grimbosq                      | 14320      | Grimbosquais     | 8,63             | 294 (2014)                        | 34                 |
| Martainville                  | 14404      | Martainvillais   | 5,84             | 117 (2014)                        | 20                 |
| Meslay                        | 14411      | Meslayens        | 5,69             | 264 (2014)                        | 46                 |
| Les Moutiers-en-Cinglais      | 14458      | Moustériens      | 6,75             | 457 (2014)                        | 68                 |
| Mutrécy                       | 14461      | Mutrécyens       | 6,71             | 364 (2014)                        | 54                 |
| Ouffières                     | 14483      | Ouffiérois       | 4,21             | 190 (2014)                        | 45                 |
| Placy                         | 14505      | Placiens         | 5,46             | 165 (2021)                        | 30                 |
| La Pommeraye                  | 14510      | Pommeréens       | 2,80             | 54 (2014)                         | 19                 |
| Saint-Lambert                 | 14602      | Saint-Lambertois | 7,45             | 280 (2014)                        | 38                 |
| Saint-Laurent-de-Condel       | 14603      | Laurentais       | 12,31            | 475 (2014)                        | 39                 |
| Saint-Omer                    | 14635      | Audomarois       | 8,07             | 176 (2014)                        | 22                 |
| Saint-Rémy                    | 14656      |                  | 7,52             | 1 022 (2014)                      | 136                |
| Tournebu                      | 14703      | Tournebusiens    | 11,40            | 364 (2021)                        | 32                 |
| Trois-Monts                   | 14713      | Troismontais     | 7,04             | 415 (2014)                        | 59                 |
| Le Vey                        | 14741      | Vétons           | 3,53             | 111 (2014)                        | 31                 |

À la suite de la création de la commune nouvelle du Hom le 1er janvier 2016, fusionnant Caumont-sur-Orne, Curcy-sur-Orne, Hamars, Saint-Martin-de-Sallen et Thury-Harcourt, elle passe de 34 communes à 30 communes.

## Compétences
- Aménagement de l'espace - Aménagement rural (à titre obligatoire)
- Développement et aménagement économique
  - Action de développement économique (soutien des activités industrielles, commerciales ou de l'emploi, soutien des activités agricoles et forestières...) (à titre obligatoire)
  - Création, aménagement, entretien et gestion de zone d'activités industrielle, commerciale, tertiaire, artisanale ou touristique (à titre obligatoire)
  - Tourisme (à titre obligatoire)
- Développement et aménagement social et culturel
  - Activités culturelles ou socioculturelles (à titre facultatif)
  - Activités sportives (à titre facultatif)
  - Construction ou aménagement, entretien, gestion d'équipements ou d'établissements culturels, socioculturels, socioéducatifs, sportifs (à titre facultatif)
- Environnement
  - Assainissements collectif et non collectif (à titre facultatif)
  - Collecte et traitement des déchets des ménages et déchets assimilés (à titre optionnel)
- Voirie - Création, aménagement, entretien de la voirie (à titre optionnel)

## Administration
| Période      | Période       | Identité        | Étiquette | Qualité                                                                    |
| ------------ | ------------- | --------------- | --------- | -------------------------------------------------------------------------- |
| janvier 1997 | avril 2001    | Jacques Gautier | DvD       | Maire de Thury-Harcourt (1971-2001), conseiller général                    |
| avril 2001   | décembre 2016 | Paul Chandelier | DvD       | Maire de Thury-Harcourt (2001-2015), conseiller général puis départemental |